# ペンシルベニア州出身の人物一覧
この一覧はペンシルベニア州出身の著名人についての記事を姓の50音順に配列したものである。

## あ行
あ
- イヴ・アーノルド - 写真家
- ヘンリー・アーノルド - 軍人
- リー・アイアコッカ - クライスラー社の元会長
- ジョン・アップダイク - 作家
- ニア・アリ - 陸上競技選手[1]。
- ポール・アリジン - バスケットボール選手
- ロイド・アリグザンダー - 作家
- フェルディナンド・トーマス・アンガー - 軍人
- カート・アングル - プロレスラー
- マイケル・アンドレッティ - レーサー

い
- ネーザン・イースト - ミュージシャン
- サミュエル・インガム - 政治家

う
- ジョニー・ウィアー - フィギュアスケート選手
- ティム・ウィザスプーン - プロボクサー
- ハック・ウィルソン - 野球選手 (アメリカ野球殿堂表彰者)
- マーベル・ウイン - サッカー選手
- ポール・ウィンター - ミュージシャン
- ベンジャミン・ウエスト - 画家
- ロバート・ウォーカー - 政治家
- モンテ・ウォード - 野球選手 (アメリカ野球殿堂表彰者)
- アンディー・ウォーホル - 芸術家
- ハキム・ウォリック - バスケットボール選手
- エド・ウォルシュ - 野球選手 (アメリカ野球殿堂表彰者)
- ラシード・ウォーレス - バスケットボール選手
- ボビー・ウォレス - 野球選手 (アメリカ野球殿堂表彰者)
- ウィリアム・ウッディン - 政治家

え
- F・マーリー・エイブラハム - 俳優
- アンバー・リー・エッティンガー - モデル･女優
- カル・エメリー - 野球選手

お
- ルイーザ・メイ・オルコット - 作家

## か行
か
- レイチェル・カーソン - 生物学者
- サブリナ・カーペンター - 歌手,女優
- フランク・カールッチ - 政治家
- ヴァネッサ・カールトン - ミュージシャン
- ニコラス・カッツェンバック - 政治家
- ヴィニー・カリウタ - ミュージシャン
- アレクサンダー・カルダー - 現代美術家

き
- リチャード・ギア - 俳優
- マイケル・キートン - 俳優
- ボブ・ギブソン - 野球選手
- ビリー・キッドマン - プロレスラー
- トーマス・ホプキンズ・ギャローデット - 牧師
- ロイ・キャンパネラ - 野球選手 (アメリカ野球殿堂表彰者)
- リッチ・ギャノン - アメリカンフットボール選手
- マーク・キューバン - 実業家

く
- カイル・クーパー - モーション・グラフィック・デザイナー
- ディーン・レイ・クーンツ - 作家
- ソロモン・ロバート・グッゲンハイム - 慈善家
- サラ・クナウス - 元長寿世界一
- ウィリアム・クラーク - 政治家
- スタンリー・クラーク - ミュージシャン
- ロバート・クラム - 漫画家
- セス・グリーン - 俳優
- ケン・グリフィー・シニア - 野球選手
- ケン・グリフィー・ジュニア - 野球選手
- マーサ・グレアム - 舞踏家
- ジム・クレイマー - 投資家
- スコット・グレン - 俳優

け
- ジャネット・ゲイナー - 女優
- ジェイミー・ケネディ - 俳優
- グレース・ケリー - 女優
- ジム・ケリー - アメリカンフットボール選手 (プロフットボール殿堂表彰者)
- ジーン・ケリー - 俳優

こ
- エドワード・ドリンカー・コープ - 生物学者
- ジェフ・ゴールドブラム - 俳優
- シオドア・R・コグスウェル - SF作家
- リッチー・コッツェン - ミュージシャン
- トリッシュ・ゴフ - ファッションモデル
- スタン・コベレスキ - 野球選手 (アメリカ野球殿堂表彰者)
- ペリー・コモ - 歌手
- ピーター・コヨーテ - 俳優
- クリス・コロンバス - 映画監督
- ロブ・コンウェイ - プロレスラー

## さ行
- ジェイン・ジェイコブズ - ジャーナリスト
- ヒューイー・ジェニングス - 野球選手 (アメリカ野球殿堂表彰者)
- フローレンス・フォスター・ジェンキンス - 歌手
- スコット・シーボル - 野球選手
- レジー・ジャクソン - 野球選手 (アメリカ野球殿堂表彰者)
- ブルック・ジャコビー - 野球選手
- バイロン・ジャニス - ピアニスト
- クリフォード・シャル - 物理学者
- ヴィットリオ・ジャンニーニ - 作曲家
- リック・シュー - 野球選手
- キャシー・ジョーダン - テニス選手
- クリストファー・レイサム・ショールズ - 新聞編集者
- アンジェラ・ジョーンズ  - 女優
- ウィリアム・ジョーンズ - 政治家
- シャーリー・マエ・ジョーンズ - 女優
- フィリー・ジョー・ジョーンズ - ミュージシャン
- ブルース・スーター - 野球選手 (アメリカ野球殿堂表彰者)
- ジェームズ・ステュアート - 俳優
- ジェロ - 演歌歌手
- シャロン・ストーン[2] - 女優
- ジーン・スニツキー - プロレスラー
- ウィル・スミス - 俳優、ラップ・ミュージシャン、
- ジミー・スミス - ジャズ・ミュージシャン
- ロバート・スミス - 政治家
- カール・スパーツ - 軍人
- デヴィッド・O・セルズニック - 映画プロデューサー
- マイク・ソーシア - 野球選手・監督
- マイク・ソロムコ - 野球選手

## た行
- イーダ・ターベル - 作家
- ニッキー・ダイアル - ポルノ女優
- ブライス・ダナー - 女優
- ルー・タバキン - ミュージシャン
- アレクサンダー・ダラス - 軍人
- ジョージ・ダラス - 政治家
- ウィルト・チェンバレン - バスケットボール選手
- ネスター・チャイラク - MLB審判員 (アメリカ野球殿堂表彰者)
- ビル・チルデン - テニス選手
- ウィリアム・モーリス・ディヴィス - 地理学者
- クリスティン・テイラー - 女優
- チャック・デイリー - バスケットボールコーチ
- ティム・ドナヒー - プロバスケットボール審判員
- ジョナサン・テイラー・トーマス - 俳優

## な行
- フローレンス・ナップ - 元長寿世界一
- ジョー・ネイマス - アメリカンフットボール選手

## は行
は
- サミュエル・バーバー - 作曲家
- アーノルド・パーマー - プロゴルファー
- マイク・パウエル - 陸上選手
- ジャコ・パストリアス - ミュージシャン
- ジョン・バッカス - 情報工学者
- オリン・ハッチ - 政治家
- マイケル・バッファー - リングアナウンサー
- リチャード・ハミルトン - バスケットボール選手
- ジャック・パランス - 俳優
- アラン・パリス - 計算機科学者
- スタン・パリス - 野球選手
- エセル・バリモア - 俳優
- ジョン・バリモア - 俳優
- リロイ・バレル - 陸上選手
- エレン・ハンセル - テニス選手
- ブレンダン・ハンセン - 競泳選手

ひ
- ジム・ビアード - ミュージシャン
- ロバート・ピアリー - 探検家
- J・マイケル・ビショップ - 免疫学者
- ジョン・ビリングズリー - 俳優
- ピート・ヒル - 野球選手 (アメリカ野球殿堂表彰者)
- マイケル・ヒレガス - 政治家
- P!NK - 歌手

ふ
- リンダ・フィオレンティーノ - 女優
- ジェイソン・フィリップス - 野球選手
- スティーブン・フォスター - 作曲家
- ネリー・フォックス - 野球選手 (アメリカ野球殿堂表彰者)
- ジェームズ・ブキャナン - 第15代アメリカ合衆国大統領
- アントワーン・フークア - 映画監督
- ジム・フューリク - プロゴルファー
- ネリー・ブライ - ジャーナリスト
- コービー・ブライアント - バスケットボール選手
- リック・ブラウン - ミュージシャン
- エディ・プランク - 野球選手 (アメリカ野球殿堂表彰者)
- ロバート・フルトン - 発明家
- アート・ブレイキー - ミュージシャン
- ジョナサン・フレイクス - 俳優
- マイケル・ブレッカー - ミュージシャン
- チャールズ・ブロンソン - 俳優

へ
- キャロル・ベイカー - 女優
- ケヴィン・ベーコン - 俳優
- ゲーリー・ベッカー - 経済学者
- ハーブ・ペノック - 野球選手 (アメリカ野球殿堂表彰者)
- マリア・ベロ - 女優
- アーサー・ペン - 映画監督
- ジョージ・ベンソン - ミュージシャン

ほ
- ポール・ホイタック - 野球選手
- カム・ポージー - 野球選手・球団経営者 (アメリカ野球殿堂表彰者)
- ドゥエイン・ホージー - 野球選手
- フランク・ボーリック - 野球選手
- マリリン・ホーン - 歌手
- バーナード・ホプキンス - ボクサー
- ローレン・ホリー - 女優
- アドルフ・ボリー - 政治家

## ま行
- ジェス・マージェラ - ミュージシャン
- バム・マージェラ - スケートボーダー・俳優
- ジョージ・キャトレット・マーシャル - 軍人・政治家
- フランクリン・マクヴェーグ - 政治家
- メアリー・マクドネル - 女優
- ハーバート・マクマスター - 軍人
- ポール・マクレーン - 俳優
- ビル・マケシュニー - 野球選手・監督 (アメリカ野球殿堂表彰者)
- クリスティ・マシューソン - 野球選手 (アメリカ野球殿堂表彰者)
- マイク・マチューガ - プロボウラー
- ジョー・マッカーシー - 野球チームの監督 (アメリカ野球殿堂表彰者)
- マイケル・マナ - プロレスラー
- ピート・マラビッチ - バスケットボール選手
- ダン・マリーノ - アメリカンフットボール選手 (プロフットボール殿堂表彰者)
- アル・マルティーノ - ポップ歌手、俳優
- ジェフ・マント - 野球選手
- エファ・マンリー - 球団経営者 (アメリカ野球殿堂表彰者)
- マーガレット・ミード - 文化人類学者
- スタン・ミュージアル - 野球選手 (アメリカ野球殿堂表彰者)
- マイク・ムシーナ - 野球選手
- ピーター・メニン - 作曲家
- ウィリアム・メレディス - 政治家
- アンドリュー・メロン - 実業家
- ジェイミー・モイヤー - 野球選手
- リー・モーガン - ジャズ・ミュージシャン
- ケン・モッカ - 野球選手
- アンナ・モッフォ - 歌手
- ジェレマイア・モロー - 政治家
- ジョー・モンタナ - アメリカンフットボール選手 (プロフットボール殿堂表彰者)

## や行
- エド・ヤーナル - 野球選手
- ジョニー・ユナイタス - アメリカンフットボール選手 (プロフットボール殿堂表彰者)

## ら行
- マット・ライアン - アメリカンフットボール選手
- トム・ラソーダ - 野球選手・監督 (アメリカ野球殿堂表彰者)
- リチャード・ラッシュ - 政治家
- チャールズ・テイズ・ラッセル - 宗教家
- トッド・ラングレン - ミュージシャン
- マリオ・ランツァ - 歌手
- フロイド・ランディス - 自転車選手
- アルフレッド・モスマン・ランドン - 政治家
- ジェームズ・ランボー - ソフトウェア技術者
- エイモス・リー - ミュージシャン
- デイヴィッド・リースマン - 社会学者
- セオドア・リチャーズ - 物理化学者
- ウィリアム・リチャードソン - 政治家
- クリステン・リッター - 女優
- エドワード・ルイス - 遺伝学者
- シドニー・ルメット - 映画監督
- マン・レイ - 芸術家
- リサ・レイモンド - テニス選手
- ライマン・レムニッツァー - 軍人
- アンソニー・レルー - 野球選手
- ジョン・ロウリネイティス - WWE副社長
- ジェフ・ローバー - ミュージシャン
- ヘンリー・ローランド - 物理学者
- ハリー・ロングボー - ガンマン

## わ行
- アンドリュー・ワイエス - 画家
- アール・ワイルド - ピアニスト
- ホーナス・ワグナー - 野球選手 (アメリカ野球殿堂表彰者)
- ルーブ・ワッデル - 野球選手 (アメリカ野球殿堂表彰者)
- マット・ワトソン - 野球選手